# Министерство юстиции Украины
Министерство юстиции Украины (укр. Міністерство юстиції України) — государственный орган исполнительной власти Украины, деятельность которого направляется и координируется Кабинетом министров Украины. Министерство возглавляет Министр юстиции Украины, которого назначает на должность Верховная Рада Украины в установленном законодательством порядке.

## История
6 апреля 2011 года Указом президента Украины утверждено Положение о Министерстве юстиции Украины.

### Реформы 2010—2013 годов

#### Ликвидация службы по вопросам защиты персональных данных
С 2011 по 2014 год через Министра юстиции направлялась деятельность службы по вопросам защиты персональных данных. 1 января 2014 года функции службы были возложены на Уполномоченного Верховной Рады по правам человека.

### Реформы, начавшиеся 2014
2 июля 2014 года Постановлением Кабинета Министров утверждено Положение о Министерстве юстиции Украины.

#### Присоединение регистрационной и исполнительной служб
21 января 2015 года Постановлением Кабинета министров Государственная исполнительная служба Украины и Государственная регистрационная служба Украины были ликвидированы как самостоятельные юридические лица и присоединены к министерству. 30 января 2015 года приказом министерства юстиции Главные управления юстиции (ГУЮ) переименован в Главные территориальные управления юстиции (ГТУЮ). Самостоятельные управления ДВС и служб регистрации преобразован в структурные подразделения в составе ГТУЮ.

#### Присоединение пенитенциарной службы
18 мая 2016 года было решено ликвидировать ГПтС с возложением его функций министерству юстиции.
В декабре 2019 года министр юстиции Денис Малюська заявил, что к 2020 году в рамках оптимизации штат министерства будет сокращён на 10%, за счёт чего будет повышена зарплата работникам.

#### Автоматическое списание долгов со счетов украинцев
Министерство юстиции по требованию Государственной исполнительной службы приняло распоряжение об автоматическом списании долгов со счетов украинцев. С банковских счетов граждан будут автоматически снимать средства, чтобы оплатить их долги за коммуналку. Для списание средств, как и раньше, нужно будет решение суда, но сама процедура значительно упростится и ускорится. Списывать долги со счетов исполнители смогут в таких банковских учреждениях: ПриватБанк, Monobank, ТАСкомбанк, Окси Банк, Банк Восток, Индустриалбанк и ПроКредит Банк.

## Задачи
Основными задачами министерства являются:
- формирование и реализация государственной правовой политики, политики по вопросам банкротства, политики относительно функционирования электронной торговой системы;
- формирование государственной политики в сфере архивного дела и делопроизводства и создания и функционирования государственной системы страхового фонда документации;
- обеспечение проведения проверки, предусмотренной законом об очищении власти;
- формирование и реализация государственной политики в сфере государственной регистрации актов гражданского состояния, государственной регистрации прав на недвижимое имущество, государственной регистрации юридических лиц и индивидуальных предпринимателей;
- формирование и реализация государственной политики в сфере организации исполнительного производства;
- обеспечение своевременного, полного и непредвзятого исполнения решений в порядке, установленном законодательством;
- обеспечение формирования и реализация государственной политики в сфере исполнения уголовных наказаний;
- обеспечение формирования системы надзорных, социальных, воспитательных и профилактических мер, применяемых к осужденным и лицам, взятым под стражу;
- контроль за соблюдением прав человека и гражданина, требований законодательства по выполнению и отбывания уголовных наказаний, реализацией законных прав и интересов осужденных и лиц, взятых под стражу;
- обеспечение формирования и реализация государственной политики в сфере правового образования, правовой осведомленности, информирования населения, доступа граждан к источникам правовой информации;
- осуществление общего управления в сфере предоставления бесплатной первичной правовой помощи и бесплатной вторичной правовой помощи;
- обеспечение представительства интересов государства в судах Украины, осуществления защиты интересов Украины в Европейском суде по правам человека, во время урегулирования споров и рассмотрения в заграничных юрисдикционных органах дел с участием иностранных субъектов и Украины;
- экспертное обеспечение правосудия;
- организация работы нотариата;
- выполнение функций центрального удостоверяющего органа путем обеспечения создания условий для функционирования субъектов правовых отношений в сфере электронных доверительных услуг;
- противодействие легализации (отмыванию) доходов, полученных преступным путем, и финансированию терроризма;
- осуществление международно-правового сотрудничества, обеспечение соблюдения и выполнения обязательств, взятых по международным договорам Украины по правовым вопросам.

## Подчинённые органы
В ведении Министерства состоит Государственная архивная служба Украины.

## Руководство
Министр — Денис Малюська. Первый заместитель министра — Евгений Горовец.
- Заместитель министра по вопросам исполнительной службы — Андрей Гайченко[10].
- Заместитель министра — Валерия Коломиец[11].
- Заместитель министра по вопросам государственной регистрации — Ольга Онищук[12].
- Заместитель министра — Виталий Василик[13].
- Заместитель министра — уполномоченный по делам Европейского суда по правам человека — Иван Лещина[укр.][14].
- Заместитель министра — Александр Банчук[15].
- Заместитель министра — Елена Высоцкая[16].
- Заместитель министра по вопросам цифрового развития, цифровых трансформаций и цифровизации — Сергей Орлов[17].
- Государственный секретарь — Елена Богачева[18].